# Matelea yanomamica
Matelea yanomamica är en oleanderväxtart som beskrevs av G. Morillo. Matelea yanomamica ingår i släktet Matelea och familjen oleanderväxter. Inga underarter finns listade i Catalogue of Life.